# 協同総合研究所
一般社団法人協同総合研究所（いっぱんしゃだんほうじんきょうどうそうごうけんきゅうじょ、英語表記：Japan Institute of Co-oprative Research）は、日本および海外の労働者協同組合あるいは関連団体の研究を行っている一般社団法人の研究所である。
1991年3月23日に設立。東京都豊島区に本部を置く。

## 概要
労働者協同組合法法制化に向けた取り組み
労働者協同組合法においては、その法制化運動が明確に開始されてから2000年より20年にわたる活動があり、当該労働者協同組合法は2020年12月4日、参議院において全会一致で可決された。2016年に超党派の「協同組合振興研究議員連盟」が法制定を第一課題に位置づけ、翌2017年には「与党協同労働の法制化に関するワーキングチーム」が設置。同団体も骨子作成に関わる会議に参加、日本労働者協同組合連合会も参加して意見発言、2018年12月に「法案骨子」が確定する等、その制定に関わった。
頒布物
研究誌『協同の發見』を定期刊行している。